# Christian N'Dri Romaric
Christian Koffi N'Dri "Romaric" (Abidjan, 4 juni 1983) is een Ivoriaans voormalig voetballer. Hij speelde als centrale middenvelder, maar begon als spits. Romaric werd opgeleid bij de Académie van Jean-Marc Guillou, in Abidjan; dezelfde school waar ook Yaya Touré, Emmanuel Eboué en Kolo Touré vandaan komen. In 2003 werd hij door Guillou naar KSK Beveren gehaald dat toen aantrad met veel Ivoriaanse spelers uit de academie.

## Interlandcarrière
Op het WK 2010 kwam hij uit voor de nationale ploeg van Ivoorkust. Onder leiding van bondscoach Henri Michel maakte hij zijn debuut voor "De Olifanten" op 17 augustus 2005 in de vriendschappelijke wedstrijd tegen Frankrijk (3-0), toen hij na 45 minuten inviel voor Bonaventure Kalou.